# Pastora Filigrana García
Pastora Filigrana García (Sevilla, 26 de maig de 1981) és una advocada laboralista, sindicalista, feminista, articulista i activista pels drets humans d'origen gitano.

## Trajectòria
Filigrana va néixer al barri de Triana i als 9 anys ja li deien que seria «l'advocada dels gitanos». Créixer «en un gueto» li va aportar des de petita molta sensibilitat social cap qüestions relacionades amb la igualtat. Va aprendre què és la consciència de classe de les àvies «amb el seu exemple de vida» i dret laboral al Sindicat Andalús de Treballadors. Després de participar en el naixement de l'Asociación de Mujeres Gitanas Universitarias (Amuradi), quan es va llicenciar en Dret amb 23 anys va començar com a assessora jurídica a l'associació gitana Villela Or Gao Caló al barri sevillà de les Tres Mil Viviendas, treballant també amb població migrant.
Com a advocada, Filigrana va tenir un protagonisme mediàtic important en les lluites de les collidores marroquines de maduixes de Huelva durant el 2019, a la vegada que ha alertat de les causes de l'ascens electoral de l'extrema dreta.
L'any 2020, publicà el llibre Pueblo gitano contra el sistema mundo. Unas reflexiones desde un activismo feminista y anticapitalista, en el qual sosté que la persecució al poble gitano té a veure amb les seves formes de resistència comunitàries a través de formes de cooperació i suport mutu i la seva oposició a adaptar-se al «xantatge del salari».

## Obra publicada
- 2020: Desafío, el virus no es el único peligro, Ediciones Akal, ISBN 978-84-460-4975-3
- 2020: Pueblo gitano contra el sistema mundo. Unas reflexiones desde un activismo feminista y anticapitalista, Ediciones Akal, ISBN 978-607-8683-18-5[6]